# 許炳崑
許炳崑，臺灣臺北縣人，中國國民黨籍政治人物，曾任臺北縣議會議員、新莊市市长、新莊區區長。部分媒體常錯植為許炳坤。
許炳崑任內爭取中港大排整治工程、公車路線延伸至迴龍等。新莊區公所在其帶領下連續兩年榮獲區政考核特優單位。他也爭取過免費巴士由新莊直達台北車站，卻因路權及經費問題而作罷。為了提升新莊地區教育，除新莊圖書館外，他另推動建立私立圖書館，命名為新泰圖書室，由全坤建設董事長李隆廣協助設置。

## 家庭
其妻為前蘆洲鄉鄉長、台北縣議會議長陳萬富之女。